# 扎比内·贝斯
扎比内·贝斯（德語：Sabine Baeß，1961年3月15日—），德国女子花样滑冰运动员。她曾代表东德参加世界花样滑冰锦标赛，获得一枚金牌、二枚银牌和二枚铜牌。她也参加了1980年和1984年冬季奥运会。